# クライムファイターズ
『クライムファイターズ』 (CRIME FIGHTERS) は、1989年にコナミ（現・コナミアミューズメント）から発売されたベルトスクロールアクションゲーム。

## クライムファイターズ
プレイヤーはキャラクターを操作し、8方向レバー＋パンチ、キック、バックキックの3ボタンとパンチとキックボタン同時押しによるジャンプを駆使して画面右から現れる数々の敵を倒しながら進む。
特定の敵を倒すと武器を落とす。プレイヤーはそれを拾って優位に戦うことが可能だが、敵から攻撃を喰らうと武器は消失する。武器は全部で3種類で、ナイフと鉄パイプは持って使い、銃のみ飛び道具として使用できる。
2人用と4人用筐体があり、システムが筐体によって違う。2人用は残機+エネルギー制で、残機が全て無くなるとゲームオーバーとなる。4人用はアタリの『ガントレット』の筐体を使用しているため、バックキックボタンが無い2ボタンでの操作になる。エネルギー制で、敵に攻撃されるか1秒経過するとエネルギーが減り、エネルギーが0になるとゲームオーバーとなる。ライフを回復するには、コインを入れてライフを回復させるか、ステージクリアまで待つ、の2通り。1Pキャラクターは青いジーンズ、2Pキャラクターは赤いジーンズを履いている。4人用では黄色ジーンズと緑ジーンズのキャラクターも加わる。
全8ステージクリアするとエクストラステージのボスラッシュステージを挟んで2周目が開始される。エクストラステージでは全てのボスが一斉に襲い掛かる。武器がないため時間がかかり、ノーミスでの突破は難しい。2周目の8面をクリアするとエンディングの後、タイトルに戻される。
本作のスコア仕様は敵を倒した数そのものが得点となっており、ザコもボスも関係なく全ての敵キャラクターの点数は1点となっている。
なおデザイナーにShuzilow.HA（濱川修二郎）が参加している（ゲーム内のクレジットは「OOBOKE HAMAKAWA」）。

### 筐体による仕様の違い
|                      | 日本版（最大2人用） | 日本版（最大4人用） | 海外版（最大2人用） | 海外版（最大4人用） |
| -------------------- | ------------------- | ------------------- | ------------------- | ------------------- |
| バックキック         | あり                | なし                | なし                | なし                |
| ライフ               | 残機＋ライフゲージ  | カウンター          | 残機＋ライフゲージ  | カウンター          |
| ライフの回復         | 固定                | 固定                | 固定                | 変動                |
| 銃の弾数             | 無限                | 無限                | 制限あり            | 制限あり            |
| 銃の威力             | 普通                | 普通                | 強力                | 強力                |
| 敵の耐久度           | 普通                | 普通                | 固い                | 固い                |
| 一部看板のギミック   | あり                | あり                | なし                | なし                |
| ボスを倒した後の時間 | なし                | あり                | なし                | あり                |

### 移植版
| No. | タイトル             | 発売日        | 対応機種                      | 開発元 | 発売元     | メディア                              | 備考                                                           |
| --- | -------------------- | ------------- | ----------------------------- | ------ | ---------- | ------------------------------------- | -------------------------------------------------------------- |
| 1   | クライムファイターズ | 2021年3月18日 | PlayStation 4 Nintendo Switch | コナミ | ハムスター | ダウンロード (アーケードアーカイブス) | 日本版(最大2人用/最大4人用)、海外版(最大2人用/最大4人用)を収録 |

## クライムファイターズ2
1991年に『クライムファイターズ』の続編として、本作が稼動した。キャラクターセレクト制や回復アイテムなどがある。日本国外でのタイトルは“Vendetta”。

### ストーリー
デッドエンドシティは、圧倒的な力をもった暴力集団デッドエンドギャングによって支配されていた。
彼らのボスファウストは、さらなるテリトリーの拡大を目論んで他の町にも手を伸ばしていた。しかし彼の野望の前に立ちはだかる者たちが現れた。
コブラズ、少数ギャング中、最強と噂される彼らはファウストの送り込んだ刺客を次々に倒していった。手を焼いたファウストはコブラズのメンバーであるホークの妹ケイトを誘拐し、コブラズ抹殺を企てた。
そして今、怒りに燃えるコブラズとデッドエンドギャングの最終抗争が幕を開けた。

### コブラズのメンバー
プレイヤーキャラクター
ブラッド (Blood)
ボクサー崩れで、バランスタイプ。赤いTシャツを着たサングラスの黒人。
ホーク (Hawk)
元プロレスラーで、パワータイプ。青いTシャツを着た長髪でヒゲ面の大男。
ブーマー (Boomer)
マーシャルアーツの使い手で、スピードタイプ。黄色いTシャツを着た白人青年。
スレッジ (Sledge)
兵隊崩れで、特殊タイプ。緑のTシャツを着たモヒカンでヒゲ面の男。
サブキャラクター
ケイト (Kate)
ホークの妹のブロンド美女。彼女がファウスト一味に攫われたため、プレイヤーの4人は一味に戦いを挑む。

### 移植版
| No. | タイトル              | 発売日        | 対応機種                      | 開発元 | 発売元     | メディア                              | 備考                                                           |
| --- | --------------------- | ------------- | ----------------------------- | ------ | ---------- | ------------------------------------- | -------------------------------------------------------------- |
| 1   | クライムファイターズ2 | 2021年7月21日 | PlayStation 4 Nintendo Switch | コナミ | ハムスター | ダウンロード (アーケードアーカイブス) | 日本版(最大2人用/最大4人用)、海外版(最大2人用/最大4人用)を収録 |

## 関連作品
- バイオレントストーム